# 奧西斯基冰川
84°41′S 170°45′E / 84.683°S 170.750°E
奧西斯基冰川是南極洲的冰川，位於杜費克海岸，流經英聯邦山脈的迪金山以南，最終注入比爾德摩爾冰川，以美國研究隊的生物學家命名。